# Masaši Motojama
Masaši Motojama (* 20. června 1979) je japonský fotbalista.

## Reprezentace
Masaši Motojama odehrál 28 reprezentačních utkání. S japonskou reprezentací se zúčastnil letních olympijských her 2000.

## Statistiky
| Japonsko | Japonsko | Japonsko |
| Roky     | Záp.     | Góly     |
| -------- | -------- | -------- |
| 2000     | 3        | 0        |
| 2001     | 0        | 0        |
| 2002     | 0        | 0        |
| 2003     | 3        | 0        |
| 2004     | 12       | 0        |
| 2005     | 8        | 0        |
| 2006     | 2        | 0        |
| Celkem   | 28       | 0        |